# 高野一裕
高野 一裕（たかの かずひろ、1985年10月4日 - ）は日本のカバディ選手。東京都台東区出身。現男子カバディ日本代表選手。

## 来歴

### 生い立ち
東京都台東区出身。台東区で育ち、私立駒込高校を経て大正大学人間学部仏教学科を2008年に卒業。　　

### 学生時代
10歳から野球を始め、私立駒込高校でも硬式野球部に所属していたが途中退部。
大学では友人に誘われ、カバディ部の練習に参加。大学で始めた人ばかりだと知り、最初はそこまで熱意はなかったが、やればやるほどカバディの魅力に取りつかれ、「一生懸命やれば一番になれる」と思い練習に打ち込み、2年目には日本代表入りをする。

### 大学卒業後
カバディと両立できる会社を探していた中で、希望通りの会社を見つけて応募。 当時社長に気に入られ株式会社プログレッソに就職。その後、彼と共にマンパワーグループ株式会社に入社。 大学卒業後は、大正大学OBによって構成される大正仏陀に主に所属。現在の所属チームは「Lapis Lazuli」。
東日本カバディ選手権大会に第1回（2007年）から参加しており、第1回準優勝。第2回から第10回まで8連覇を果たしている。 全日本カバディ選手権大会では第18回（2007年）から4大会連続で優勝している。なお、2017年は右膝前十字靭帯断裂の影響で未出場となった。
2005年に日本代表に選出され、2007年に開催された第2回カバディワールドカップでは銅メダルを獲得し大会MVPを獲得。2010年に開催された第16回アジア競技大会ではレギュラーとして日本カバディ史上初の銅メダル獲得に貢献するなど、国際大会でも活躍している。 アジア競技大会閉幕後の2010年10月より日本代表主将を務め、2014年に開催された第17回アジア競技大会ではグループリーグ敗退となり日本代表主将を終える。
2015年から2016年にインドのプロカバディリーグのJaipur Pink Panthersに所属、2016年のシーズン4では準優勝を果たした。

## 主な成績
2007年
- 第1回東日本カバディ選手権大会　準優勝（大正大学マイトリー）[2]
- 第18回全日本カバディ選手権大会　優勝（大正大学マイトリー）

2008年
- 第2回東日本カバディ選手権大会　優勝（大正仏陀）[3]
- 第19回全日本カバディ選手権大会　優勝（大正仏陀）

2009年
- 第3回東日本カバディ選手権大会　優勝（大正仏陀）
- 第20回全日本カバディ選手権大会　優勝（大正仏陀）

2010年
- 第4回東日本カバディ選手権大会　優勝（大正仏陀）
- 第21回全日本カバディ選手権大会　優勝（大正仏陀）

2011年
- 第5回東日本カバディ選手権大会　優勝（大正仏陀）
- 第22回全日本カバディ選手権大会　準優勝（大正仏陀）

2012年
- 第6回東日本カバディ選手権大会　優勝（大正仏陀）
- 第23回全日本カバディ選手権大会　優勝（大正仏陀）

2013年
- 第7回東日本カバディ選手権大会　優勝（LapisLazuli）
- 第24回全日本カバディ選手権大会　優勝（大正仏陀）

2014年
- 第8回東日本カバディ選手権大会　優勝（LapisLazuli）
- 第25回全日本カバディ選手権大会　優勝（大正仏陀）

2015年
- 第9回東日本カバディ選手権大会　準優勝（大正仏陀）
- 第26回全日本カバディ選手権大会　優勝（大正仏陀）

2016年
- 第10回東日本カバディ選手権大会　優勝（大正仏陀）
- 第27回全日本カバディ選手権大会　準優勝（大正仏陀）

## 参考
- 初のメダルを狙うエース　高野一裕
- 台東区文化・スポーツ奨励賞受賞
- 2016年カバディワールドカップ
- 日本オリンピック委員会　高野一裕
- カバディ｜アジア大会